# ريتشارد هيلمان
ريتشارد هيلمان (بالإنجليزية: Richard Hillman)‏ هو شاعر أسترالي، ولد في 16 مارس 1964 في Liverpool, New South Wales ‏ في أستراليا.